# Better Mistakes
Better Mistakes е вторият студиен албум на американската певица и автор на песни Биби Рекса, издаден на 7 май 2021 г. от лейбъла Уорнър. В проекта са включени песни с участието на Травис Баркър, Тай Дола Сайн, Тревър Даниел, Лил Узи Верт, Доджа Кет, Пинк Суетс, Лунай и Рик Рос.

## Предистория
На 5 октомври 2020 г. Биби обявява, че след четири дни ще издаде новия си сингъл, озаглавен Baby I'm Jealous, в който участва Доджа Кет. Песента достига 58-а позиция в класацията Billboard Hot 100. Следващият сингъл – Sacrifice е представен на 4 март 2021 г. Името на албума, както и обложката и датата на издаване (7 май) са разкрити на 14 април 2021 г. В същия ден е обявен е и третият сингъл от проекта – песента Sabotage. Списъкът с песни в албума е представен на 15 април чрез социалните мрежи на певицата. На следващия ден, в който стартират предварителните продажби, дебютира и сингълът Sabotage. На 28 април Биби споделя, че дуетът ѝ с американския рапър Лил Узи Верт, озаглавен Die for a Man, ще бъде промотиран като четвърти сингъл от албума от 30 април.

За вдъхновението си за проекта, Рекса споделя:
Целият албум е базиран на истинска неувереност – психичното ми здраве, себеприемането ми, факта, че саботирам всичко в живота си, въпроса дали съм достатъчно добра за тази връзка. Просто наистина взех всичко, през което преминавам в живота си, което за мен е много важна тема, по която да пиша. Има китари, но има много хип-хоп и все пак е поп. И някои от песните са наистина много поп. Не е денс музика, но можеш да си тактуваш на нея. Когато  слушаш албума обаче, наистина се усеща като цялостна творба. Много се трудихме, за да се уверим, че всичко се прелива гладко и звучи като творба, а не като плейлист.

## Списък с песни
| Списък с песни в Better Mistakes | Списък с песни в Better Mistakes                            | Списък с песни в Better Mistakes | Списък с песни в Better Mistakes | Списък с песни в Better Mistakes | Списък с песни в Better Mistakes | Списък с песни в Better Mistakes | Списък с песни в Better Mistakes | Списък с песни в Better Mistakes | Списък с песни в Better Mistakes |
| №                                | Име                                                         | Време                            |                                  |                                  |                                  |                                  |                                  |                                  |                                  |
| -------------------------------- | ----------------------------------------------------------- | -------------------------------- | -------------------------------- | -------------------------------- | -------------------------------- | -------------------------------- | -------------------------------- | -------------------------------- | -------------------------------- |
| 1.                               | Break My Heart Myself (с участието на Травис Баркър)        | 2:31                             |                                  |                                  |                                  |                                  |                                  |                                  |                                  |
| 2.                               | Sabotage                                                    | 2:56                             |                                  |                                  |                                  |                                  |                                  |                                  |                                  |
| 3.                               | Trust Fall                                                  | 2:30                             |                                  |                                  |                                  |                                  |                                  |                                  |                                  |
| 4.                               | Better Mistakes                                             | 2:15                             |                                  |                                  |                                  |                                  |                                  |                                  |                                  |
| 5.                               | Sacrifice                                                   | 2:40                             |                                  |                                  |                                  |                                  |                                  |                                  |                                  |
| 6.                               | My Dear Love (с участието на Тай Дола Сайн и Тревър Даниел) | 2:52                             |                                  |                                  |                                  |                                  |                                  |                                  |                                  |
| 7.                               | Die for a Man (с участието на Лил Узи Верт)                 | 2:47                             |                                  |                                  |                                  |                                  |                                  |                                  |                                  |
| 8.                               | Baby, I'm Jealous (с участието на Доджа Кет)                | 2:55                             |                                  |                                  |                                  |                                  |                                  |                                  |                                  |
| 9.                               | On the Go (с участието на Пинк Суетс и Лунай)               | 2:59                             |                                  |                                  |                                  |                                  |                                  |                                  |                                  |
| 10.                              | Death Row                                                   | 3:00                             |                                  |                                  |                                  |                                  |                                  |                                  |                                  |
| 11.                              | Empty                                                       | 2:28                             |                                  |                                  |                                  |                                  |                                  |                                  |                                  |
| 12.                              | Amore (с участието на Рик Рос)                              | 2:54                             |                                  |                                  |                                  |                                  |                                  |                                  |                                  |
| 13.                              | Mama                                                        | 3:08                             |                                  |                                  |                                  |                                  |                                  |                                  |                                  |
| 35:55                            |                                                             |                                  |                                  |                                  |                                  |                                  |                                  |                                  |                                  |